# كتشو (تشابهار)
كتشو (بالفارسية: کچو) هي قرية تقع في البلدة المركزية في إيران. يقدر عدد سكانها بـ 68 نسمة بحسب إحصاء 2016.